# Reinhold Diessner
Reinhold Diessner (* 19. Juni 1896 in Nieder-Einsiedl, Böhmen; † 23. Februar 1981 in Korneuburg) war ein österreichischer Eisendreher und Politiker (SPÖ). Diessner war von 1948 bis 1949 Abgeordneter zum Landtag von Niederösterreich.

## Leben
Diessner besuchte die Volks- und Bürgerschule und absolvierte im Anschluss eine Schlosserlehre. Diessner arbeitete in der Folge in Deutschland, leistete zwischen 1915 und 1918 seinen Militärdienst ab und arbeitete in der Folge in einer Schiffswerft. Auf Grund seiner gewerkschaftlichen Aktivitäten wurde Diessner entlassen und war von 1925 bis 1927 sowie von 1931 bis 1934 arbeitslos. Er wurde 1934 für mehrere Monate inhaftiert und fand in der Folge bis 1937 erneut keine Arbeit. Nach dem Zweiten Weltkrieg war Diessner von 1945 bis 1946 Vizebürgermeister von Korneuburg, musste jedoch wegen Problemen mit der sowjetischen Besatzungsmacht nach Wien übersiedeln. Diessner folgte Johann Kuba am 4. Mai 1948 als Abgeordneter im Landtag nach, dem er bis zum 5. November 1949 angehörte.
In Korneuburg wurde die Reinhold-Diessner-Straße nach ihm benannt.